# Lathyrus laxiflorus
Lathyrus laxiflorus là một loài thực vật có hoa trong họ Đậu. Loài này được (Desf.) Kuntze miêu tả khoa học đầu tiên.

## Hình ảnh

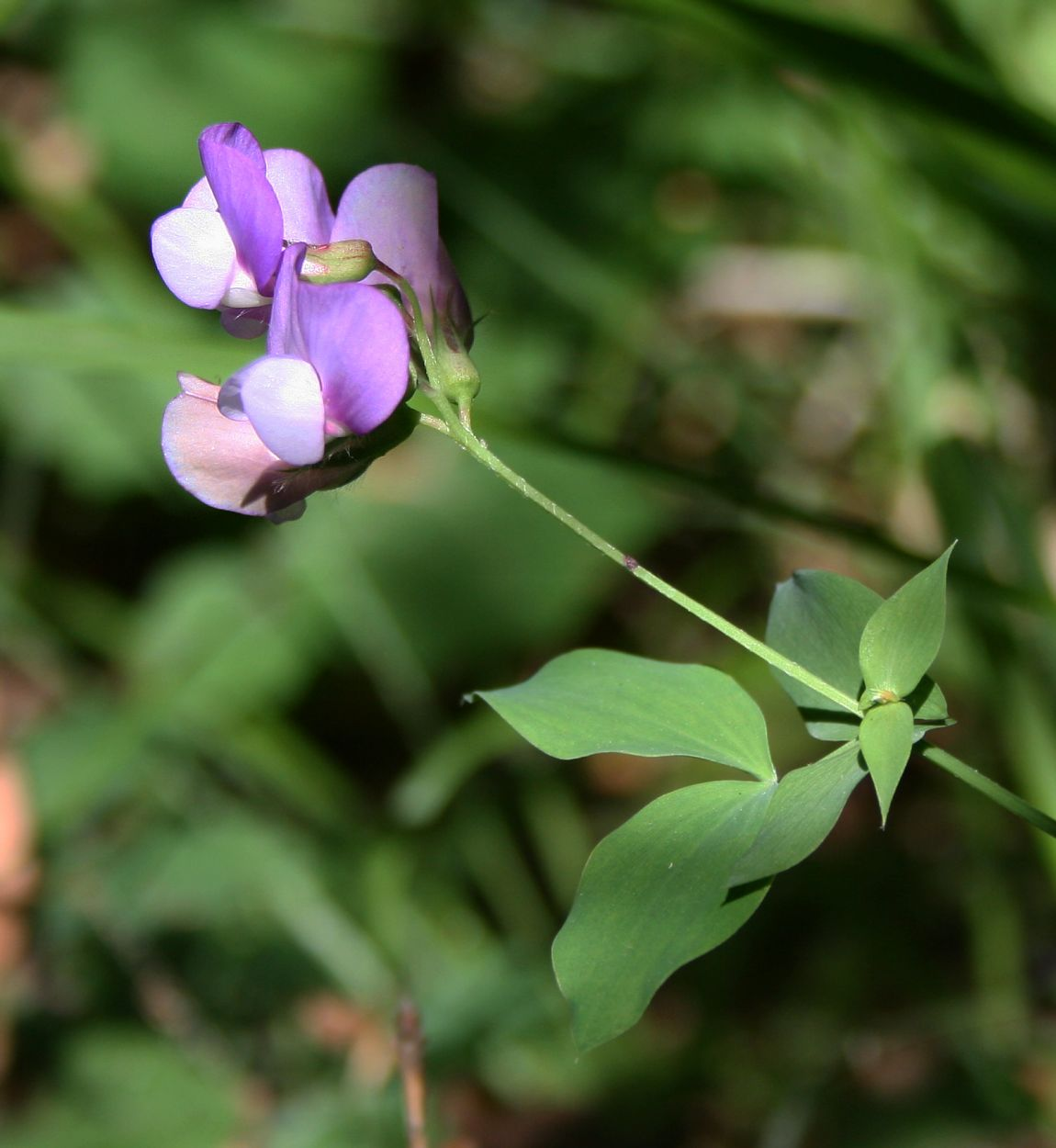
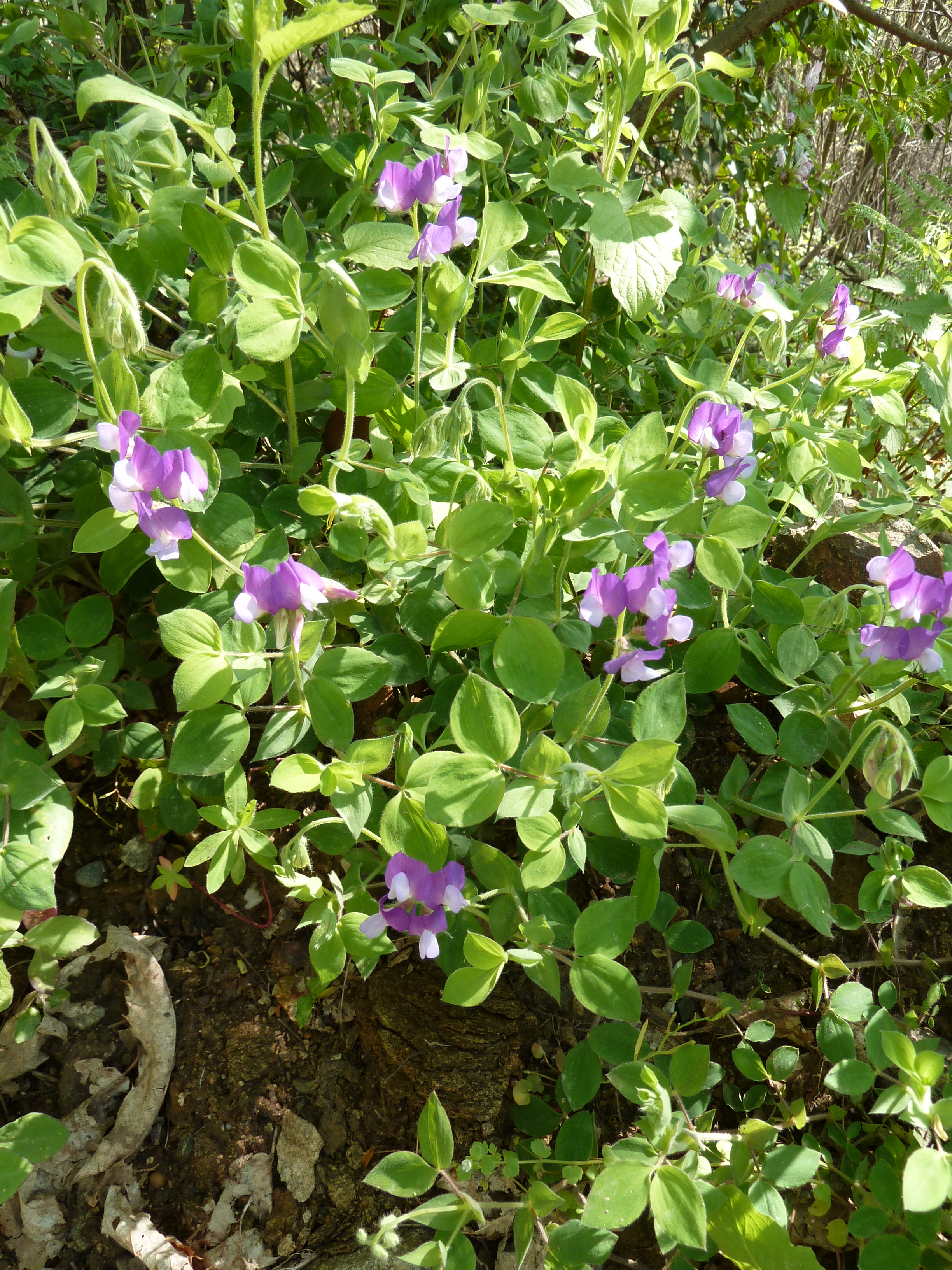
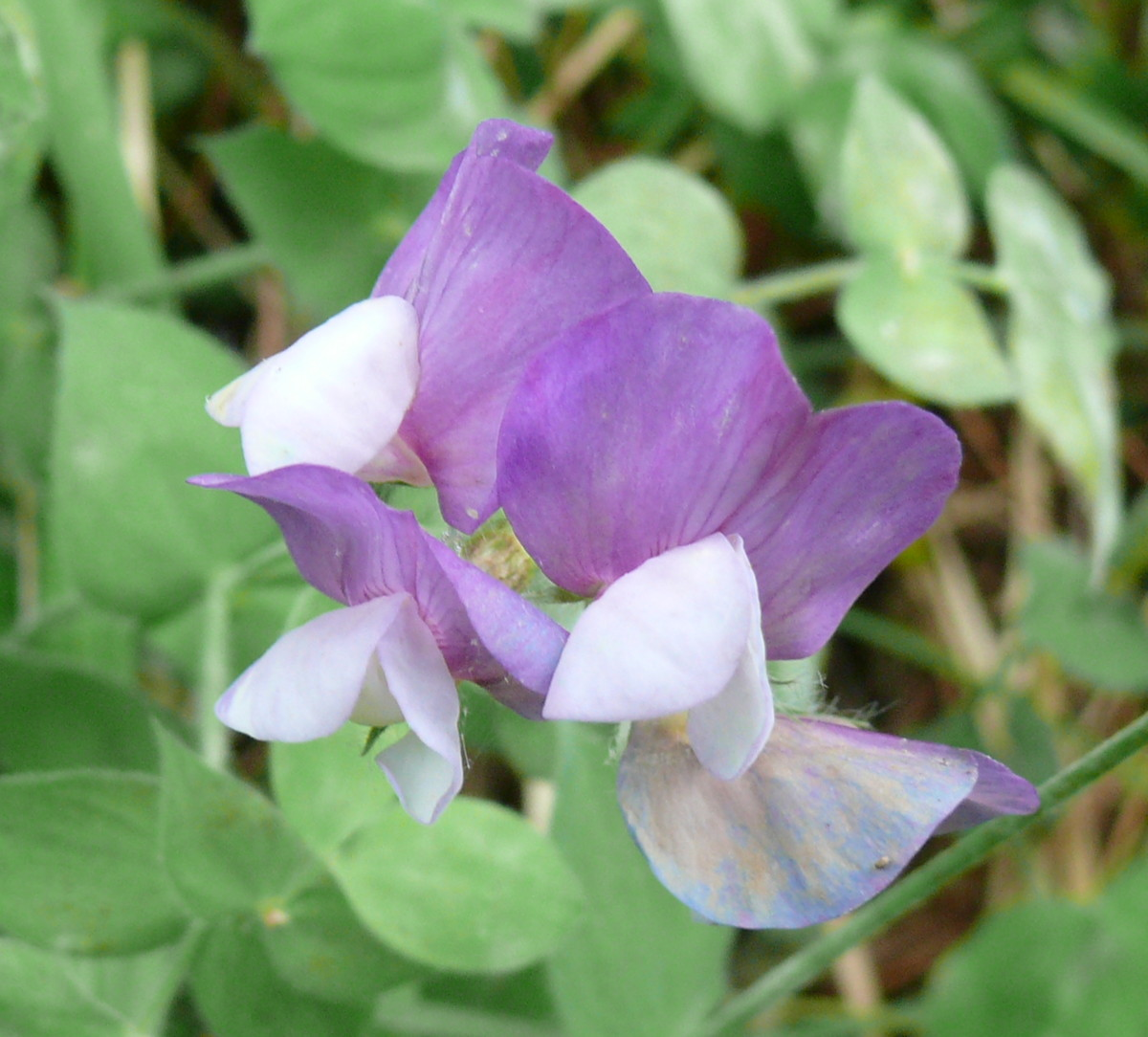
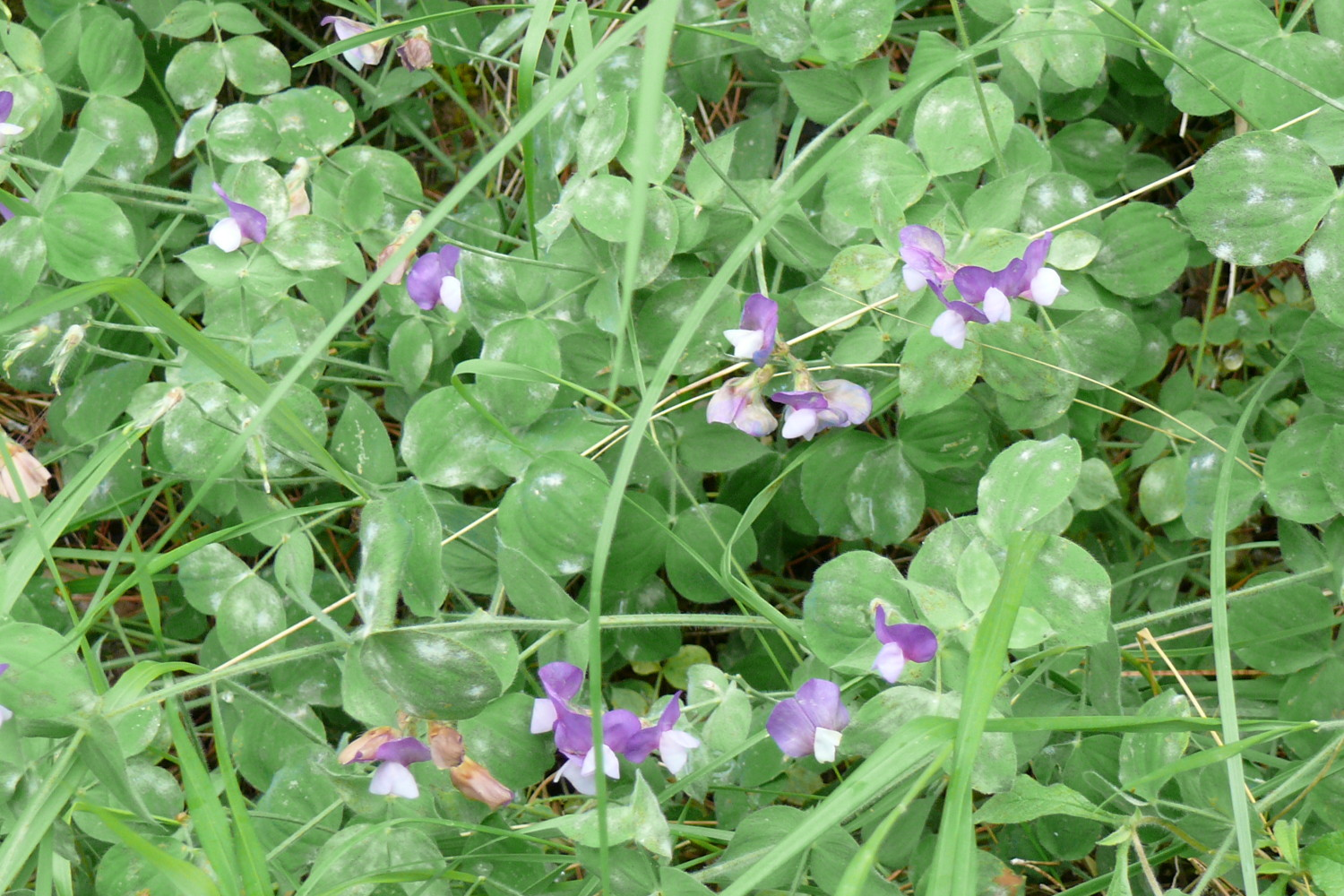